# Покровский, Владимир Владимирович
Влади́мир Влади́мирович Покро́вский (1911—1978) — советский инженер-механик-технолог и конструктор. Организатор и главный конструктор Специального конструкторского бюро «Газстроймашина» Министерства газовой промышленности СССР (1953—1978). Герой Социалистического Труда (1966).

## Биография
Родился 30 марта 1911 года в селе Пышково, Гжатского уезда Смоленской губернии в семье врачей.
С 1928 по 1931 году обучался в Московском областном коммунально-строительном техникуме, после окончания которого получил специализацию техника I разряда. С 1931 по 1936 годы работал в должности конструктора Московского авиационно-ремонтного завода, был участником проектирования шасси троллейбуса, передвижного компрессора и лебёдки для аэростатов заграждения.
С 1932 по 1936 годы проходил обучение на вечернем отделении Московского автомеханического института имени М. В. Ломоносова, после окончания которого получил специализацию — инженер-механик-технолог. С 1936 по 1937 годы проходил действительную военную службу в рядах РККА. С 1937 по 1941 годы работал в должности — конструктора конструкторского бюро Московского городского управления местной промышленности, занимался разработкой автомата для упаковки лезвий бритв и полуавтомата для резки кирпича, мачтового подъёмника и самоходного крана-погрузчика.
С 1941 года вновь призван в ряды Рабоче-Крестьянской Красной армии, участник Великой Отечественной войны, служил в лётных и инженерных частях в войсках Сибирского военного округа, 2-го и 3-го Украинских фронтов, занимался строительством аэродромов для частей ВВС РККА. С 1945 по 1953 годы работал в должности конструктора и руководителя конструкторского бюро Московского механического экспериментального завода, под его руководством и при непосредственном участии было создано около тридцати специальных машин и оборудования для сооружения трубопроводов.
С 1953 по 1978 годы, в течение двадцати пяти лет, В. В. Покровский был организатором и бессменным руководителем Специального конструкторского бюро «Газстроймашина» Министерства газовой промышленности СССР, под его руководством и при непосредственном участии создавалась не имеющая аналогов в мире специальное механическое оборудование и транспорт для трубопроводной техники. В. В. Покровский и его СКБ были постоянными участниками ВДНХ СССР в области техники, где за свои достижения он был награждён двумя золотыми медалями а возглавляемое им СКБ тремя дипломами высшей степени отличия.
16 апреля 1957 года Указом Президиума Верховного Совета СССР «за большой вклад в строительство газопровода Ставрополь — Москва» Владимир Владимирович Покровский был награждён Орденом «Знак Почёта».
1 июля 1966 года Указом Президиума Верховного Совета СССР «за выдающиеся заслуги в развитии газовой промышленности и достижение высоких технико-экономических показателей при выполнении заданий семилетнего плана» Владимир Владимирович Покровский был удостоен звания Героя Социалистического Труда с вручением Ордена Ленина и золотой медали «Серп и Молот».
Скончался в июле-августе 1978 года в Московской области.

## Награды
- Медаль «Серп и Молот» (01.07.1966)
- Орден Ленина (01.07.1966)
- Орден «Знак Почёта» (16.04.1957)
- Две Золотые медали ВДНХ